# 帕氏大角鮟鱇
帕氏大角鮟鱇為輻鰭魚綱鮟鱇目棘茄魚亞目巨棘角鮟鱇科的其中一種，發現於澳洲及紐西蘭海域，屬深海魚類，體長可達29.5公分。

## 擴展閱讀
維基物種上的相關：帕氏大角鮟鱇